# Xu Shichang
Xu Shichang (ur. 20 października 1855, zm. 5 czerwca 1939) – chiński polityk, dwukrotny premier Republiki Chińskiej i prezydent państwa w latach 1918–1922.
W okresie rządów dynastii Qing był urzędnikiem i członkiem prestiżowej Akademii Hanlin; w latach 1907-1909 sprawował urząd gubernatora trzech prowincji Mandżurii. Był bliskim przyjacielem i protegowanym Yuan Shikaia, dzięki czemu przed i po upadku monarchii otrzymywał wysokie stanowiska rządowe. W latach 1914–1915 i 1916 sprawował urząd premiera.
Po śmierci Yuan Shikaia związał się z Duan Qirui i kierowaną przez niego projapońską kliką Anfu. Dzięki koneksjom po sfałszowanych na korzyść kliki Anfu wyborach parlamentarnych został 10 października 1918 wybrany na prezydenta. Wybór Xu, jakkolwiek dokonany przez sformowany w wyniku sfałszowanych wyborów parlament reprezentujący jedynie kilka chińskich prowincji, był jedynym przed 1949 rokiem wyborem prezydenta w Republice Chińskiej dokonanym zgodnie z przepisami konstytucji. Xu był także jedynym przed 1949 rokiem cywilem na stanowisku głowy państwa i najdłużej pozostającym na tym stanowisku (nie licząc dyktatury Czang Kaj-szeka). Pomimo to jego funkcja była czysto fasadowa, a faktyczne rządy sprawował najpierw premier Duan Qirui, a później militaryści Wu Peifu i Zhang Zuolin.
Po wojnie Zhili-Anfu w dniach 14-18 lipca 1920 roku i obaleniu premiera Duan Qirui przez Wu Peifu i Zhang Zuolina zachował stanowisko, zmuszony został jednak do rozwiązania kliki Anfu. Ostatecznie 2 czerwca 1922 roku członkowie kliki Zhili zmusili go do ustąpienia. Po rezygnacji z urzędu prezydenta wycofał się z polityki, zajmując się pisaniem esejów i poezji oraz uprawianiem ogrodu.